# 洗骨 (映画)
『洗骨』（せんこつ）は、2019年公開の日本映画。
主演は奥田瑛二、監督・脚本はガレッジセールのゴリが本名の「照屋年之」名義で担当した。

## 概要
一定期間の風葬後に遺骨を洗い清め、改めて納骨するという沖縄県の離島・粟国島に伝わっていた風習を通して、生命の連鎖を感じ、家族の絆を紡いでいく姿を描くドラマ。2016年に照屋が発表した短編映画『born、bone、墓音。』を原案とする。
第40回モスクワ国際映画祭正式出品。 第12回JAPAN CUTS 観客賞受賞。また、同作をもって、監督の照屋が同業者の映画監督が選ぶ第60回日本映画監督協会新人賞に選出されており、同賞の上映記念シンポジウムで照屋は選考委員5人の内、締切ギリギリまで選出に手を挙げなかった最後の1人がゲスト出演した中村義洋だった事を、出席直前（同日）に中村と行われたトークイベント中に知ったと明かしている。

## あらすじ
沖縄諸島の粟国島では新城信綱の妻の恵美子が亡くなり、東京の大企業に勤める息子の剛、名古屋の美容院で働く娘の優子が島に駆け付け、伯母の信子と共に葬儀を済ませる。それから4年、洗骨のため再び親族が集まる。
洗骨とは、遺体を棺のままホコラに納めて風葬し、数年後に白骨化した骨を海水で洗い清め、死者との命の繋がりを確認し改めてあの世へ送り出す、沖縄の一部の島に残る風習である。
一人暮らしの信綱は未だに妻の死が受け入れられず、酒浸りの生活を送っていて、そこへ臨月間近の優子と、妻子を東京に置いて来た剛が訪れる。
早速、優子のお腹の子の話が近隣の話題になり、優子は「勤務する美容室店長との子で、シングルマザーで育てるつもり」と宣言する。剛は怒り、信綱は黙っているだけだ。そこへお腹の子の父である店長の神山が謝罪と挨拶に訪れる。
その夜更け、一人で酒を飲んでいた信綱が酔い潰れて、割れた瓶で怪我をして病院に運ばれるという事故が起きる。帰り際に剛は「自分だけ辛いと思うな」と信綱を責めた。
ある日、スクという小魚の群れがやって来たという知らせがあり、男たちは海に入り網を操り、力を合わせてスクの水揚げに成功する。その帰り、剛は妻と離婚したことを皆に打ち明ける。
洗骨の日、新城家の親族は恵美子が風葬されている浜へと向かい、4年ぶりに棺の蓋を開け、風化した恵美子の骨を取り出す。皆で恵美子の骨を海水で洗い清め、再び埋葬しようとしたその時、急に優子の陣痛が始まり、彼女を助けようとした信子がぎっくり腰で動けなくなってしまう。
それでも信子は横になったまま優子を励まし、信綱に指示をして、その場で優子の出産を無事終える。信綱は恵美子の頭蓋骨を赤ん坊の近くに寄せた。

## キャスト
- 新城信綱：奥田瑛二
- 新城剛：筒井道隆[2]
- 新城優子：水崎綾女[2]
- 高安信子：大島蓉子
- 高安豊：坂本あきら
- 高安悟：山城智二
- 高安マキ：前原エリ
- 高安元太(8歳)：内間敢大
- 高安小鳥(6歳)：外間心絢
- 比嘉永昌：城間祐司
- 宮城先生：普久原明
- 仲宗根初江：福田加奈子[注 2]
- 安慶名君江：古謝美佐子
- 神山亮司：鈴木Q太郎
- 新城美恵子：筒井真理子

## スタッフ
- 監督・脚本：照屋年之
- 音楽：佐原一哉
- 主題歌：古謝美佐子「童神」
- 製作総指揮：白岩久弥
- 製作：藤原寛、小西啓介、宮崎伸夫、武富和彦
- エグゼクティブ・プロデューサー：片岡秀介
- プロデューサー：高畑正和、小西啓介
- 協力プロデューサー：飯田雅裕、具志堅毅
- アシスタントプロデューサー：南陽
- ラインプロデューサー：金森保
- 撮影：今井孝博（J.S.C.）
- 照明：鳥越博文
- 録音：横澤匡広
- 美術：木下沙和美
- 装飾：石上淳一
- ヘアメイク：荒井ゆう子
- スタイリスト：むらたゆみ
- キャスティングディレクター：杉野剛
- 沖縄コーディネート：鳥越一枝
- 編集：堀善介
- 音響効果：佐藤祐美
- 助監督：丸谷ちひろ
- 制作担当：刈屋真、柴野淳
- 宣伝協力：新垣尊大、須藤淳子、平野誠也
- スペシャルサンクス：粟国村、粟国村の皆さん
- 助成：文化庁文化芸術振興費補助金（映画創造活動支援事業） 独立行政法人日本芸術文化振興会
- 制作プロダクション・配給・宣伝：ファントム・フィルム
- 制作協力：キリシマ1945
- 制作：よしもとクリエイティブ・エージェンシー
- 製作：『洗骨』製作委員会（吉本興業、ファントム・フィルム、朝日新聞社、沖縄タイムス社）